# 砂贝母
砂贝母（学名：Fritillaria karelinii）为百合科贝母属下的一个种。

## 扩展阅读
- 维基共享资源上的相關多媒體資源：砂贝母
- 維基物種上的相關：砂贝母